# Stephen Elliott
Stephen Elliott (Beaufort, Carolina del Sur; 11 de noviembre de 1771 - Charleston, Carolina del Sur; 28 de marzo de 1830) fue un botánico, y algólogo estadounidense.

## Biografía
Era el tercer hijo de William Elliott, comerciante. Huérfano de él a temprana edad, fue su hermano mayor quien se encargó de su educación. En diciembre de 1787 va a New Haven, Connecticut, donde lo cobija el juez Simeon Baldwin. Entra a la Universidad de Yale en febrero de 1788; y obtendrá su Bachelor of Arts en 1791. Retorna a Carolina del Sud donde será plantador.
Elliott se casa en 1796 con Esther Habersham. Luego de ser elegido por algunos años en la Cámara legislativa de Carolina del Sur, se consagrará a su plantación y al estudio de las Ciencias naturales. En 1808, viudo, milita para establecer un banco del Estado, que será finalmente establecido en 1812; del cual será su primer presidente, e instalándose en Charleston.
Allí, se ocupa de numerosas actividades tanto científicas como culturales. Participa de la fundación de la Literary & Philosophical Society of South Carolina la que dirige de 1814 a 1830. Además es elegido presidente del Colegio del Estado, que devendría más tarde en la Universidad del Estado), y se consagra a la creación de una Escuela de Medicina, donde enseña Botánica desde 1824 hasta su deceso.
Elliot mantuvo correspondencia seguida con numerosos naturalistas como Henry Ludwig Muhlenberg (1756-1817). Publica A Skectch of the Botany of South Carolina and Georgia (1816-1824) que contribuye a la fundación de la botánica estadounidense. Recibe numerosos doctorados honoríficos de las Universidades de Yale (1819), Harvard (1822) y Columbia (1825).

## Fuente
- Biografía del Herbario de Harvard University (en inglés)

- La abreviatura «Elliott» se emplea para indicar a Stephen Elliott como autoridad en la descripción y clasificación científica de los vegetales.[1]